# Bibliotheca
Bibliotheca é uma empresa multinacional de tecnologia de bibliotecas com sede em Oakdale, Minnesota, nos Estados Unidos. Foi formada em 2011, quando as três principais empresas independentes: Bibliotheca (Suíça), Intellident (Reino Unido) e Integrated Technology Group, ITG (América do Norte) se fundiram para criar uma entidade única e global. Em 2012, o Grupo expandiu-se ainda mais com a aquisição da Trion AG, um dos principais fornecedores europeus de AMH (Automated Material Handling).
Em 2015, a Bibliotheca concluiu a compra do negócio de Sistemas de Bibliotecas da 3M e celebrou acordos para adquirir os ativos do seu restante negócio global. As transferências criaram o maior conjunto de soluções a nível mundial e um novo líder de mercado, com 30.000 bibliotecas em todo o mundo.
A Bibliotheca é apoiada financeiramente pela One Equity Partners, uma divisão do JP Morgan Chase & Co. A formação deste Grupo criou a maior empresa do mundo dedicada ao desenvolvimento, implantação e suporte de soluções baseadas em RFID, com foco particular em bibliotecas públicas e privadas, e mercados de bibliotecas acadêmicas.